# 고다마 리이치
고다마 리이치(일본어: 児玉 利一, 1919년 2월 19일 ~ 2008년 9월 3일)는 일본의 전 프로 야구 선수이자 야구 지도자, 야구 해설가·평론가이다. 오이타현 오이타시 출신이며 현역 시절 포지션은 내야수였다.

## 인물
오이타 상업학교 시절에는 1932년 춘계 선발 대회(제9회 선발 중등학교 야구 대회)에 오이타현 소속 학교로서 첫 출전했고 1935년 춘계 선발 대회(제12회 선발 중등학교 야구 대회)에서는 8강에 진출했다. 이후 메이지 대학에 진학하여 4번 타자 겸 1루수로 활약하면서 시미즈 히데오의 구원 투수도 맡았다. 졸업 후에는 만주에서 종전을 맞이하여 1946년 8월 경에 귀국해 오이타 현지에 있는 젠오이타에서 활약했다.
1951년, 메이지 대학 선배인 아마치 슌이치 감독의 권유로 32세 나이에 나고야 드래건스에 입단했다. 1년째인 1951년에는 내야수로 활약하면서 투수로서도 1경기에 선발 등판을 포함한 4경기에서 던졌다. 2년째인 1952년부터는 수비 위치를 확보하며 팀의 주전으로 활약했고 3년째인 1953년부터는 니시자와 미치오, 스기야마 사토시와 함께 강력한 클린업 타선을 구성했다. 그해 리그 8위에 해당되는 타율 0.303을 기록했고 동시에 올스타전 첫 출전도 이뤘다. 코치 겸임이 된 1954년에는 4번 타자 겸 3루수를 맡아 타율 0.272, 10홈런, 47타점의 성적으로 창단 첫 리그 우승 및 일본 시리즈 우승에도 큰 기여를 했다. 니시테쓰 라이온스와 맞붙은 일본 시리즈에서는 1차전(주니치 스타디움)에서 1대 1 동점으로 맞이한 8회말에 상대 투수 니시무라 사다아키로부터 좌측 관중석을 향해 역전 2점 홈런을 날리는 등 일본 시리즈 통산 22타수 8안타(타율 0.364)를 기록했다. 상대 투수의 커브를 노려서 치는 것이 능숙하다는 이유에서인지 ‘커브를 잘 치는 명인’이라는 소리를 들었다.
1955년과 1956년에는 2년 연속으로 올스타전에 출전함과 동시에 베스트 나인에도 선정됐고 1955년에는 가와카미 데쓰하루에 이어 리그 2위인 타율 0.315, 선수 전임으로 돌아온 1956년에는 3월 25일 요미우리 자이언츠전(고라쿠엔 구장)부터 4월 12일의 고쿠테쓰 스왈로스전(나가노 현영 야구장)까지 10경기 연속 볼넷을 얻는 등 리그 최다인 73개의 볼넷을 기록했다.
1957년에는 다이요 웨일스로 이적하여 4번 타자 겸 1루수로 활약했다. 같은 해 10월 13일 요미우리전(가와사키 구장)에서 오토모 다쿠미로부터, 1958년 8월 3일 고쿠테쓰전(가와사키 구장)에서 가네다 마사이치로부터 각각 끝내기 홈런을 날렸다. 1958년에는 39세 나이에 타율 0.275, 10홈런을 날렸지만 그 해를 마지막으로 현역에서 은퇴했다.
은퇴 후에는 1976년에 다이요에서 코치를 맡았으며 라디오 간토, 후지 TV, 간사이 TV, 도카이 TV, 히로시마 TV 방송, TV 니시닛폰, 도카이 라디오 방송 등에서 야구 해설자로도 활동했다. 특히 잇따른 현장 복귀로 FNS 계열사의 해설자가 부족했던 시기에는 대부분의 전국 중계를 담당했다.
2008년 9월 3일 오전 9시 30분, 전립선암으로 도쿄도 분쿄구의 병원에서 향년 89세의 나이로 사망했으며 주니치 시절에는 사와무라의 영향 탓인지  일본에서 투수들이 선호하는 등번호인 14번을 착용했다.

## 상세 정보

### 출신 학교
- 오이타 현립 오이타 상업학교
- 메이지 대학

### 선수 경력
- 젠오이타
- 나고야 드래건스·주니치 드래건스(1951년 ~ 1956년)
- 다이요 웨일스(1957년 ~ 1958년)

### 수상·타이틀 경력
- 베스트 나인 : 2회(1955년, 1956년) ※3루수 부문

### 개인 기록
- 올스타전 출장 : 3회(1953년, 1955년, 1956년)

### 등번호
- 14(1951년 ~ 1956년)
- 5(1957년 ~ 1958년)
- 77(1976년)

### 연도별 타격 성적
| 연 도      | 소 속         | 경 기 | 타 석 | 타 수 | 득 점 | 안 타 | 2 루 타 | 3 루 타 | 홈 런 | 루 타 | 타 점 | 도 루 | 도 루 자 | 희 생 번 | 희 생 플 | 볼 넷 | 고 4 | 사 구 | 삼 진 | 병 살 타 | 타 율 | 출 루 율 | 장 타 율 | O P S |
| ---------- | ------------- | ----- | ----- | ----- | ----- | ----- | ------- | ------- | ----- | ----- | ----- | ----- | -------- | -------- | -------- | ----- | ---- | ----- | ----- | -------- | ----- | -------- | -------- | ----- |
| 1951년     | 나고야 주니치 | 75    | 204   | 166   | 16    | 46    | 7       | 1       | 3     | 64    | 36    | 1     | 0        | 3        | --       | 35    | --   | 0     | 19    | 4        | .277  | .403     | .386     | .789  |
| 1952년     | 나고야 주니치 | 119   | 502   | 434   | 67    | 115   | 14      | 2       | 5     | 148   | 54    | 8     | 4        | 5        | --       | 62    | --   | 1     | 39    | 14       | .265  | .358     | .341     | .699  |
| 1953년     | 나고야 주니치 | 106   | 404   | 347   | 36    | 105   | 24      | 2       | 5     | 148   | 58    | 6     | 4        | 3        | --       | 51    | --   | 3     | 32    | 5        | .303  | .397     | .427     | .823  |
| 1954년     | 나고야 주니치 | 107   | 422   | 353   | 41    | 96    | 21      | 2       | 10    | 151   | 47    | 3     | 3        | 2        | 8        | 54    | --   | 5     | 37    | 9        | .272  | .376     | .428     | .804  |
| 1955년     | 나고야 주니치 | 108   | 400   | 355   | 34    | 112   | 21      | 2       | 8     | 161   | 45    | 7     | 5        | 1        | 2        | 40    | 4    | 2     | 28    | 11       | .315  | .388     | .454     | .841  |
| 1956년     | 나고야 주니치 | 121   | 448   | 371   | 34    | 102   | 16      | 0       | 3     | 127   | 45    | 3     | 5        | 1        | 1        | 73    | 7    | 2     | 28    | 8        | .275  | .397     | .342     | .739  |
| 1957년     | 다이요        | 125   | 493   | 439   | 40    | 110   | 15      | 1       | 7     | 148   | 32    | 1     | 2        | 1        | 1        | 46    | 3    | 6     | 32    | 19       | .251  | .330     | .337     | .667  |
| 1958년     | 다이요        | 107   | 401   | 346   | 34    | 95    | 21      | 1       | 10    | 148   | 35    | 3     | 1        | 0        | 1        | 53    | 3    | 1     | 35    | 7        | .275  | .373     | .428     | .800  |
| 통산 : 8년 | 통산 : 8년    | 868   | 3274  | 2811  | 302   | 781   | 139     | 11      | 51    | 1095  | 352   | 32    | 24       | 16       | 13       | 414   | 17   | 20    | 250   | 77       | .278  | .374     | .390     | .764  |

- 굵은 글씨는 시즌 최고 성적.
- 나고야(나고야 드래건스)는 1954년에 주니치(주니치 드래건스)로 구단명을 변경.

### 연도별 투수 성적
| 연 도      | 소 속      | 등 판 | 선 발 | 완 투 | 완 봉 | 무 4 구 | 승 리 | 패 전 | 세 이 브 | 홀 드 | 승 률 | 타 자 | 이 닝 | 피 안 타 | 피 홈 런 | 볼 넷 | 고 4 | 몸 맞 | 탈 삼 진 | 폭 투 | 보 크 | 실 점 | 자 책 점 | 평 자 책 | W H I P |
| ---------- | ---------- | ----- | ----- | ----- | ----- | ------- | ----- | ----- | -------- | ----- | ----- | ----- | ----- | -------- | -------- | ----- | ---- | ----- | -------- | ----- | ----- | ----- | -------- | -------- | ------- |
| 1951년     | 나고야     | 4     | 1     | 0     | 0     | 0       | 0     | 1     | --       | --    | .000  | 27    | 5.2   | 6        | 0        | 2     | --   | 0     | 1        | 0     | 1     | 6     | 2        | 3.00     | 1.41    |
| 통산 : 1년 | 통산 : 1년 | 4     | 1     | 0     | 0     | 0       | 0     | 1     | --       | --    | .000  | 27    | 5.2   | 6        | 0        | 2     | --   | 0     | 1        | 0     | 1     | 6     | 2        | 3.00     | 1.41    |